# Enrique Scalabroni
Enrique Hector Scalabroni (ur. 20 października 1949 w Alta Gracia) – argentyński inżynier i projektant wyścigowy.

## Życiorys
Ukończył studia na Uniwersytecie Buenos Aires. W 1985 roku podjął pracę w Formule 1, w zespole Williams. Pełnił tam rolę asystenta ds. projektowania, będąc podwładnym Patricka Heada. W 1988 roku zaprojektował własny samochód Formuły 1 z dwoma kołami pośrodku. W czerwcu 1989 został pracownikiem Ferrari, gdzie pracował jako szef wydziału ds. projektu nadwozia. Rok później stracił pracę w Ferrari. W grudniu 1990 roku przeszedł do Lotusa, gdzie pracował do sierpnia 1991 roku. Jesienią tego samego roku został szefem ds. projektu w nowo powstałym zespole Il Barone Rampante. Zespół ten nigdy nie zdołał jednak wybudować pełnowymiarowego samochodu i w kwietniu 1992 roku Scalabroni przeszedł do Peugeot Sport, gdzie pracował nad programem samochodów sportowych. Opuścił Peugeota w maju 1993 roku. W połowie 1994 roku został zatrudniony przez mający aspiracje startu w Formule 1 japoński zespół Ikuzawa International. Ten program również nie został zrealizowany. Następnie Scalabroni zaprojektował dla Durango model P01, który również nigdy nie wystartował w Formule 1. Później pracował nad projektami niższych formuł wyścigowych oraz samochodów drogowych, w tym De Tomaso Mangusta w 1999 roku. W roku 2000 został dyrektorem technicznym Asiatech oraz przyczynił się do przejęcia przez tę firmę programu silników od Peugeot Sport. Istniały plany startów Asiatech w Formule 1, ale z przyczyn finansowych nigdy nie doszło to do skutku i firma upadła pod koniec 2002 roku. Po tym fakcie Scalabroni dołączył do zespołu Międzynarodowej Formuły 3000 BCN, który nabył aktywa Nordic Racing. W BCN pracował do 2008 roku, po czym projektował samochody sportowe i drogowe oraz pracował jako konsultant.